# Dramma pastorale

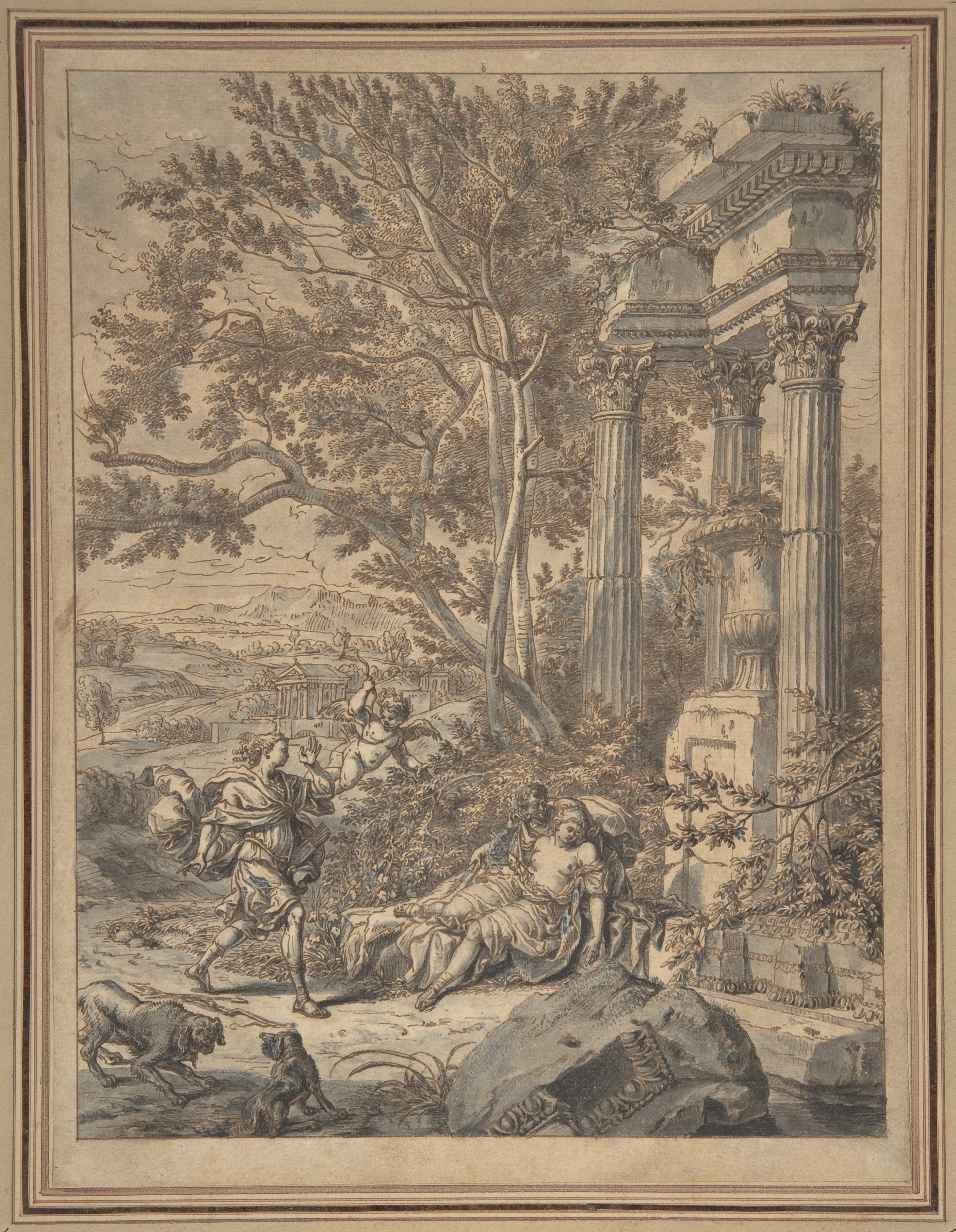
Scena da Il pastor fido di Battista Guarini.

Il dramma pastorale, altresì detto favola pastorale, commedia pastorale o tragicommedia pastorale, è un genere teatrale che vide la nascita negli ambienti colti del Manierismo ed ebbe il suo massimo sviluppo nel Cinquecento e nel Seicento.
Ebbe un forte influsso sull'intermezzo e fu d'ispirazione anche per il melodramma.

## Genesi
L'antesignano del genere è il dramma satiresco di origine greca, le cui caratteristiche sarebbero state note soprattutto grazie ai rendiconti di Vitruvio. Il dramma satiresco, infatti, prevedeva una commistione del genere tragico al genere comico, la cui ambientazione era sita in luoghi come boschi, campagne, di rado città.
Altri studiosi vedono nella favola pastorale una possibile evoluzione del teatro rusticale minore diffuso soprattutto in Veneto e nell'Italia settentrionale, come dimostrano le opere di Ruzante, che ha scritto una commedia chiamata La Pastoral e di altri autori. L'evoluzione sarebbe scattata nel momento in cui il teatro rusticale, dimostrati i suoi limiti, si sarebbe ispirato agli antichi per rinnovarsi nelle forme e nei contenuti.
La derivazione da un genere letterario è invece da ricondurre all'egloga di origine virgiliana tramite le Bucoliche, che avevano avuto vasta diffusione ed ampio consenso nelle corti quattro e cinquecentesche. I dialoghi delle egloghe si trasformarono poi in strutture drammatiche. Poliziano e Sannazaro avevano contribuito alla diffusione del genere: il primo con la Favola di Orfeo, il secondo con l'Arcadia, che proprio per la forma adottata più si avvicina al dramma pastorale.

## Caratteristiche
Il dramma pastorale è ambientato in luoghi silvestri o campestri, in una natura bucolica e pura. Su questo sfondo, agiscono personaggi che ben si sposano con l'ambiente circostante: pastori, ninfe, satiri e creature del bosco.
Era composto solitamente in versi.

## Le opere maggiori
Molti furono gli autori che si cimentarono nel fortunato genere del dramma pastorale: Baldassarre Castiglione nel Tirsi, Marcantonio Epicuro autore di Cecaria e Mirzia, Giambattista Giraldi Cinzio compose l'Egle nel quale recuperò il Ciclope di Euripide, al quale seguirono opere di Agostino Beccari, Alberto Lollio, Agostino Argenti fino ai capolavori del genere, considerati generalmente in primo luogo l'Aminta di Torquato Tasso, Il pastor fido di Battista Guarini e la Filli di Sciro di Guidubaldo Bonarelli della Rovere, che incontrarono tutti notevole fortuna letteraria e scenica. Ad essi si aggiungono una serie di opere minori come l'Alvida di Ludovico San Martino d'Agliè, Il Clorindo di Giulio Malmignati ed altre ancora.
Si può citare inoltre Valeria Miani che nel 1604, con la commedia pastorale Amorosa Speranza, divenne la terza donna in Italia ad aver pubblicato un'opera teatrale di stampo non religioso.

## Modalità di rappresentazione
La fortuna del dramma pastorale è da ricercarsi sia nei contenuti che nelle modalità di rappresentazione in scena. Da una parte, infatti, i raffinati spettatori del genere erano affascinati dall'ambiente rappresentato, di vago sapore esotico e sospeso nel tempo poiché senza precisa connotazione cronologica.
Gli elementi scenici si arricchirono di accorgimenti scenografici spettacolari o preziosi, così come i costumi degli attori. Gli scenari, inoltre, furono pensati appositamente per l'ambientazione bucolica, fornendo ad architetti come Sebastiano Serlio materia su cui lavorare per ideare nuove e stupefacenti macchine e sfondi per le rappresentazioni.